# 裴毅然
裴毅然（1954—），杭州人，学者（当代中国史、二十世纪中国文学）、作家。

## 生平
1954年出生杭州。1961～1970年：杭州教仁街小学、要武中学（初中）。1970～1978年：上山下乡黑龙江大兴安岭。1978～1982年黑龙江大学中文系（学士）。1982～1984年浙江省政协学习处（干事）。1984～1986年浙江政法专科学院，文学教师。1986～2000年浙江广播电视高等专科学校（讲师、副教授）。1991～1994年杭州大学中文系（硕士）。1997～2000年复旦大学中文系（博士）。2000～2014年上海财经大学人文学院（教授、中国现当代文学硕点学术带头人）。2002～2004年，上海财经大学人文学院副院长兼新闻系主任。
2017年流亡美国。2018年普林斯頓高等研究院历史所访问学者。2020年哥伦比亚大学东亚所副研究员。2020年5月～2022年9月独立中文笔会会长（第九届）。
[中国当代文学研究会理事，[中国作家协会]会员、中国现代文学研究会会员，香港《开放》杂志特约撰稿人，腾讯网“大家”专栏作家。《历史皱褶里的真相》获第二十九届中南五省人民出版社优秀社科图书奖。

### 研究专长
二十世纪中国史（赤难）、二十世纪中国文学（人性）、中国现当代人物传记。

## 著作

### 代表作
- 《乌托邦的幻灭——延安一代士林》（50万字），2014年台湾秀威，钱理群序。

```
     钱理群序：《一本逼人深思的书》，《开放》（香港）2014年4月号
     唐少杰（清华史学教授）：《反思和批判延安士林文化的力作──读裴毅然〈乌托邦的幻灭——延安一代士林〉》，《争鸣》（香港）2014年7月号
```

- 《赤难史证——大饥荒成因》（36.5万字），2019年台湾秀威，黎安友序。
- 《这是为什么？——“右”难及成因》（43万字），2022年台湾秀威，钱理群序。

### 台湾版史著
- 《红色生活史》（40万字）2015年
- 《红色史褶里的真相》（六卷本丛书，150万字）2015-2020年
- 《撩看民国名人》（28万字）2016年

### 大陆版专著
- 《中国知识分子的选择与探索》（40万字），河南人民出版社（2004年）
- 《二十世纪中国文学人性史论》（29万字），上海书店出版社（2000年）
- 《中国现代文学经济生态》（25万字），河南人民出版社（2011年）
- 《中国当代文学经济生态》（25万字），河南人民出版社（2012年）
- 《文化产业深度研究》（22万字），文汇出版社（2016年）

### 文学论文集
- 《守耕与漫思》（18万字），作家出版社（1999年）

### 史学随笔集
- 《历史皱褶里的真相》（27万字），河南人民出版社（2007年）
- 《翻书党——打捞历史的细节》（28万字），金城出版社（2017年）

### 主编
- 《新闻学概论》（32万字），上海财经大学出版社（2003年）
- 《拒绝与接受：现当代文学研究论集》（33万字），黑龙江人民出版社（2005年）

### 参编
- 《20世纪中国文学通史》（86万字），东方出版中心（2003年）
- 《文汇报》、《社会科学报》、《文学报》刊发相关评论

### 境外论文
- 中国当代工农干部与知识分子矛盾的由来及后果，《当代中国研究》（美•普林斯顿）2007年夏季号
- 赵紫阳对国是的深度思考， 《当代中国研究》（美•普林斯顿）2008年春季号
- 体制内学人重新评毛，《当代中国研究》（美•普林斯顿）2010年春季号
- 拒绝与接受：沈从文的命运，《二十一世纪》（香港）1996年6月号
- 文革狂涛中的知识分子，《二十一世纪》（香港）2006年2月号
- 走东方式现代化之路？《二十一世纪》（香港）2006年6月号
- 自解佩剑：反右前知识分子的陷落，《二十一世纪》（香港）2007年8月号
- 四千万饿殍：从大跃进到大饥饿，《二十一世纪》（香港）2008年4月号
- 中共胜利的基干队伍：延安一代知识分子，《二十一世纪》（香港）2009年8月号
- 中国文化批判能力与共产革命，《二十一世纪》（香港）2010年6月号
- 一本集大成知青专著：评《失落的一代》，——《二十一世纪》（香港）2010年10月号
- 中共初期经费来源，《二十一世纪》（香港）2011年6月号
- 揭示高岗事件真相：《半截墓碑下的往事——高岗在北京》，《二十一世纪》（香港）2012年6月号
- 港版传记对大陆的放射性影响，《二十一世纪》（香港）2012年8月号
- 前后十六字方针：白区地下党的宿命，《二十一世纪》（香港）2014年8月号
- 毛泽东反右前心态分析，《领导者》（香港）2007年6月号
- 反右运动研究综述，《领导者》（香港）2012年6月号
- 红士日记中的1950～60年代：宋云彬的《红尘冷眼》，《领导者》（香港）2015年2月号
- 周扬与丁玲，《领导者》（香港）2015年6月号
- 终止文学官办化，《百家》（香港）2010年6月号

### 文学论文、小说
- 电影的文学性及当代电影的困惑，《文艺评论》1993年6期，收入《新华文摘》1994年3期“篇目辑览”
- 鲁迅与沈从文美学风格比较，《杭州大学学报》1994年1期，《人大复印资料．现当代文学研究》1994年5期转载
- 论文学的终极意义，《名作欣赏》1995年1期
- 论文艺批评标准之重建，《文艺评论》1997年2期
- 也论鲁迅与王国维，《中国现代文学研究丛刊》1997年2期
- 现代文学作品授课与思考，《中国现代文学研究丛刊》1998年3期
- 陈思和批评思想之概述，《文艺评论》1998年3期
- 也论文学与人性：与陈辽、章培恒先生商榷，《文艺评论》1999年3期
- 呼唤人性，《文艺评论》1999年5期
- 文学与人性，《文艺理论研究》1999年5期 ，《人大复印资料•文艺理论》2000年2期转载
- 难出文学大家探因，《文艺报》1999年3月13日
- 当代文坛二三谈，《文艺报》1999年5月8日
- 再说电影与文学，《文艺报》1999年7月17日，《文艺报》加按语辟“让国产影片更好看”专栏讨论，共发文章10余篇。
- 电影与文学无关？《文艺报》1999年10月9日
- 鲁迅问题，《鲁迅研究月刊》2000年10期 （收入三本文集）
- 城乡之战：百年中国文学精神资料之探，《文艺评论》2001年3期，收入《上海作家作品双年选•理论卷》上海文艺出版社2003年版
- 题材与距离，《云梦学刊》2003年4期
- 二十世纪中国文学人性轨迹，《海南师范学院学报》2004年3期
- 走向人性深处的90年代文学，《山东社会科学》2004年10期
- 近代文学起始之我见，《社会科学》（上海）2005年4期
- 缺乏荒诞的背后，《社会科学》（上海）2006年4期
- 二十世纪三十年代文学与经济之关系，《学术月刊》（上海）2009年4期
- 走向文学的极巅，《学术界》（合肥）2005年3期
- 汪静之五四情诗，《书屋》（长沙）2005年8期
- 《签证》（中篇小说），《东海》（杭州）1995年第11期
- 《腻活》（短篇小说），《西湖》（杭州》1997年第3期
- 《条子》（短篇小说），《北方文学》（哈尔滨）1998年第1期
- 《夜半惊楼》（短篇小说），《青春》（南京）2002年第1期
- 《爱情段位》（短篇小说），《芒种》（沈阳）2002年第11期
- 《告状》（短篇小说），《青春》（南京）2003年第9期
- 《三姐》（短篇小说），《芒种》（沈阳）2004年第6期
- 《冰葬》（短篇小说），《北方文学》（哈尔滨）2004年第7期
- 《当官第一天》（短篇小说），《青春》（南京）2004年第10期

### 知识分子历史、历史研究
- 最初的偏激，《书屋》2004年8期，《中国社会科学文摘》2004年6期转载
- 中国现代知识分子研究与思考，《上海财大学报》2001年6期，（《人大复印•中国政治》2002年2期转载）
- 人文知识分子的理论定义与社会作用，《宁夏社会科学》2003年1期
- 《论语》、《孟子》的逻辑断点与虚妄性，《中州学刊》2003年1期
- 延安一代士林的构成与局限，《社会科学》2013年3期（《人大复印资料•中国现代史》2013年6期转载）
- 莫言获“诺奖”之原因及后期效应，《社会科学》2013年1期
- 延安文化人的生活，《新文学史料》2010年1期，收入《中国文学年鉴2011》
- 旧时京沪文艺界聚会集锦，《新文学史料》2009年1期
- 二十世纪中国士林心态，《同舟共进》2012年10期；《读书文摘》转载
- 白区干部生活，《同舟共进》2015年3期  《文摘周报》转载
- 风雨冯雪峰，《同舟共进》2017年2期
- 大陆知识界及各阶层思想动态，《揭露》（香港）2013年8月号
- 民国第二恋，《传记文学》（台湾）2015年12月号
- “中统”要员说“中统”，《传记文学》（台湾）2016年11月号
- 百岁马识途，《传记文学》（台湾）2016年8月号
- 萧军《延安日记》的深度史料价值，《传记文学》（台湾）2017年3月号
- 周素子家族赤难，《传记文学》（台湾）2018年9月号
- 大饥荒实录——人食人，《传记文学》（台湾）2019年4月号
- 毁于毛时代的北大才子——沈元，《传记文学》（台湾）2019年7月号
- 王若望：从“少年共产党”到“老年反革命”，（台湾）《传记文学》2020年2月号
- 红色悲剧刘宾雁，（台湾）《传记文学》2020年9月号
- 苏军东北丑闻，（台湾）《传记文学》2021年7月号
- 《星星》诗案全貌，（台湾）《传记文学》2022年3月号
- 四·一五筑路队与“马盟”案，（台湾）《传记文学》2022年6月号
- 大饥荒年代的大陆监狱，（台湾）《传记文学》2022年9月号
- 用脚投票——三十年逃港潮，（台湾）《传记文学》2023年12月号～2024年2月号（连载）
- 维民所止与清代文字狱，《寻根》2003年2期
- 二十世纪初两次留学大潮，《世纪》2007年4期
- 民初文化人的生活，《世纪》2012年4期
- 五四工读互助运动，《世纪》2014年1期
- 一桩是是非非的延安生意，《档案春秋》2010年7期
- 陈恭怀艰涩婚恋，《档案春秋》2015年1期
- 蔡元培在五四学潮中的真相，《书屋》2005年第3期
- 太平军失败与李秀成剖因，《书屋》2005年第12期
- 林语堂的名言（外两篇），《芒种》2004年3期
- 先生•教员•偏科生，《海上文坛》2004年7期 （《视野》2004年12期转载）
- 公共知识分子与法治进步，《检察风云》2005年 14期
- “当代新武训”引发的思考，《中国教育报》2001年2月20日
- 透过史尘识先生，《文艺报》1999年12月25日
- 蔡元培延聘梁漱溟之实，《香港文汇报》2001年8月1日
- 周谷城的一份检讨书，《香港文汇报》2004年9月24日
- 小议耻谈学术，《杂文报》2002年9月17日
- 五四前后蔡元培的复杂心态，《文汇报》2003年4月25日，（《文摘报》2003年5月11日摘转）
- 马寅初的硬骨头，《民主与科学》2005年3期